# Prix Lumière (Lyon)
Pour l’article homonyme, voir Lumières de la presse internationale.
Le prix Lumière est une récompense cinématographique décernée par l'Institut Lumière dans le cadre du Festival Lumière de Lyon depuis 2009. Cette distinction souligne une contribution exceptionnelle à l'histoire du cinéma et revient annuellement à un cinéaste ou à un interprète pour l'ensemble de son œuvre ou de sa filmographie. Le prix Lumière tire son nom des frères Auguste et Louis Lumière, souvent considérés comme les inventeurs du cinéma et tous deux originaires de Lyon. 
Selon Thierry Frémaux, ce prix ambitionne d'être « une sorte de prix Nobel du cinéma »,.

## Palmarès
| Édition | Année | Lauréat(s)                   | Nationalité                     |
| ------- | ----- | ---------------------------- | ------------------------------- |
| 1re     | 2009  | Clint Eastwood               | Américain                       |
| 2e      | 2010  | Miloš Forman                 | Tchèque Américain (depuis 1977) |
| 3e      | 2011  | Gérard Depardieu             | Français                        |
| 4e      | 2012  | Ken Loach                    | Britannique                     |
| 5e      | 2013  | Quentin Tarantino            | Américain                       |
| 6e      | 2014  | Pedro Almodóvar              | Espagnol                        |
| 7e      | 2015  | Martin Scorsese              | Américain                       |
| 8e      | 2016  | Catherine Deneuve            | Française                       |
| 9e      | 2017  | Wong Kar-wai                 | Hongkongais                     |
| 10e     | 2018  | Jane Fonda                   | Américaine                      |
| 11e     | 2019  | Francis Ford Coppola         | Américain                       |
| 12e     | 2020  | Jean-Pierre et Luc Dardenne, | Belge                           |
| 13e     | 2021  | Jane Campion                 | Néo-Zélandaise                  |
| 14e     | 2022  | Tim Burton,                  | Américain                       |
| 15e     | 2023  | Wim Wenders,                 | Allemand                        |
| 16e     | 2024  | Isabelle Huppert,            | Française                       |
| 17e     | 2025  | Michael Mann,                | Américain                       |